# Радан войвода
 Тази статия е за легендарния персонаж.  За селото в Новопазарско вижте Радан войвода (село).  
Радан Войвода е легендарен войвода, отбранявал като последен защитник средновековния град Вратица и едноименния пролом по време на кампаниите на Османската империя по завладяването на българските земи през XIV век.
Въпреки свитото си от мъка сърце и черните облаци, надвиснали над родното му небе, малкото боеприпаси и вълната от нашественици, а и топящата се дружина Радан войвода отдава кръвта и живота си за народа си. Една мисъл гнетяла неговото сърце. Той заминал и оставил зад себе си самичка у дома едничката си дъщеря с името Елица.

## Легенда за „Кървавата скала“
С помощта на сестрите си отгледал Радан своето сираче Елица. Пораснало детето му и станало прочуто с хубостта си, доброто сърце и сръчни ръце. Слънце с весели пламъчета извирало от очите му, и топлело бащиното сърце на бъдещия войвода.
Когато около земите на Вратица пристигат ордите на нашествениците, студ и гняв сковават сърцето му. Тревога обхващала цялото същество на българина, когато отправя взор към пожарищата и черния дим. стелещ се над къщите под крепостта. Много народ бил положен под ятагана на завоевателят, много моми и невести били озлочестени, и нямали край издевателствата. Радан бил в твърдината и нямало кой да се погрижи за Елица и я предпази от навалицата на озверелите поробители.
Слезнал Радан в селото, минал с мъки през ада, прескочил дувара и прегърнал обезумялата си от страх дъщеря. Сред писъците и плача на жертвите, които като светкавици разсичали небето той си наумил как да спаси Елица от озлочестяване. Изнизал Радан сабята си от ножницата, прихванал с трепереща ръка ръката на момичето и я повел бързо през задния им двор към голямата скала издигаща се до крепостната стена.
Нямало време. Без думи за сбогом, без плач и стенания Радан войвода пронизал гърдите на детето си с острието сабята си. Подредил той косите, целунал за последно побледнялото личице и склопил очите ѝ. Погалил после той чедото си, а сетне приседнал до него да го поварди, докато душата му отлитне свободна на небето. За сложи край на мъките той за втори път през този ден използва сабята си, защото гласовете на агите вече се чували там долу в ниското.
„Кървавата скала“ – така остава в паметта на потомците със следите от кръвта на двамата, процедила се в пукнатините на грамадата. И днес, когато някой устреми взор в тъмното петно на североизточната и стена си спомня за Елица и баща й Радан и сваля шапката си в знак, че не са забравени.
Бил Радан болярин от Второто Българско царство и след сломяването на съпротивата при Вратица с малка хайдушка дружина продължава борбата. Загива в бой в края на века край София.

## Още една легенда
Смята се че Богдан войвода е наследник на Радан войвода поради факта, че с най-голяма слава се ползва хайдушкото му сборище на Голям Богдан в Средна гора. Тези хайдушки места са наследствени и предавани от войвода на войвода. В селото Дерлии Богдан войвода е имал укриватели за него и дружината му.